# Edward Waddington Motors
Edward Waddington Motors war ein britischer Hersteller von Automobilen.

## Unternehmensgeschichte
Edward Waddington gründete 1984 das Unternehmen in Salisbury in der Grafschaft Wiltshire. Er begann mit der Produktion von Automobilen und Kits. Der Markenname lautete EWM. 1985 endete die Produktion. Insgesamt entstanden etwa acht Exemplare.
B & S Sports Cars aus Birmingham setzte die Produktion ab 1988 fort und vermarktete die Fahrzeuge als BS.

## Fahrzeuge
Im Angebot standen zwei Roadster. Beide Modelle wurden vom Vierzylindermotor vom Ford Cortina angetrieben. Sie waren im unteren Preissegment der Kit Cars platziert und konkurrierten mit den Modellen von Dutton Cars. Der EWM Brigand fand etwa drei Käufer. Der EWM Buccaneer kam auf etwa fünf Exemplare.